# Talinella grevei
Talinella grevei är en tvåhjärtbladig växtart. Talinella grevei ingår i släktet Talinella och familjen Talinaceae.

## Underarter
Arten delas in i följande underarter:
- T. g. calcicola
- T. g. grevei
- T. g. hirsuta
- T. g. sartomentosa